# 性别战
在博弈论中，性别战（英語：battle of the sexes / BoS）是有两个参与者的协调博弈的一个例子。假想如下的情景：有一对夫妇討論周末的行程，丈夫最想去的是看篮球比赛，妻子最想去的是逛街，但他们都想待在一起而不是分开各做各的。如果他们不相互商量，会如何度过周末呢？
可以用右边的支付矩阵“性别战A”来描述一种可能的结果。如果考虑到两个人分开而且都去了错误的地方的情况——丈夫去逛街而妻子去看球赛，这比只是分开但都去了自己最想去的地方要糟糕，所以实际的情况可能用修正过的支付矩阵“性别战B”来表示更恰当。
这个博弈有两个纯策略的纳什均衡点，一个是都去看球赛，另一个是都去逛街。但是这两个个均衡点又都是有缺陷的，因为两种在一起的选择都对会对一方不公平，妻子或丈夫都可以有更好的选择（如果得到对方的配合的话）。解决不公平缺陷的一个办法是通过掷硬币来随机决定一起去的地方。
|            | 丈夫逛街 | 丈夫看球赛 |
| 妻子逛街   | 10, 5    | 0, 0       |
| 妻子看球赛 | 0, 0     | 5, 10      |
| 性别战A    |          |            |

|            | 丈夫逛街 | 丈夫看球赛 |
| 妻子逛街   | 10, 5    | 3, 3       |
| 妻子看球赛 | 0, 0     | 5, 10      |
| 性别战B    |          |            |

|          | 丈夫跳舞 | 丈夫電影 |
| 妻子跳舞 | 2, 1     | 0, 0     |
| 妻子電影 | -1,-1    | 1, 2     |
| 性别战   |          |          |

|        | 人让   | 人不让 |
| 车让   | -1，-1 | -1，1  |
| 车不让 | 1，-1  | -2，-2 |
| 车让人 |        |        |